# Бодайн, Уильям
Уи́льям Бо́дайн (англ. William Beaudine; 15 января 1892, Нью-Йорк, Нью-Йорк — 18 марта 1970, Канога-Парк, Калифорния) — американский кинорежиссёр, киноактёр и сценарист. Один из самых плодовитых режиссёров Голливуда: 372 фильма за 55 лет, причём в самых разных жанрах.

## Биография
Уильям Вашингтон Бодайн родился 15 января 1892 года в Нью-Йорке. Его отца также звали Уильям, он работал водителем в молочной компании; мать звали Элла Моран. У Уильяма было два младших брата: Гарольд, который тоже стал режиссёром, однако гораздо менее известным; и Тед, который умер вместе с отцом в 1905 году от пневмонии. В 1909 году Бодайн начал карьеру киноактёра, поступив на работу в киностудию American Mutoscope and Biograph Company. С 1911 года начал работать ассистентом режиссёра, с 1913 года — сценаристом, а с 1915 года — режиссёром. С 1915 года работал на киностудию Kalem Company. В дальнейшем в 1916—1926 годах работал на студии Goldwyn Pictures, Metro Pictures, First National Pictures, Warner Bros. Во второй половине 1930-х годов работал на студии 20th Century Fox, Paramount Pictures, Universal Pictures. В 1935—1937 годах жил в Великобритании, куда был приглашён (наряду с Раулем Уолшем и Алланом Двоном) как опытный режиссёр, и где создал несколько успешных картин. В конце 1930-х годов Бодайна начали преследовать неприятности: не было достойных предложений от крупных киностудий; банк, в котором он хранил значительную часть своих сбережений, лопнул; большую сумму пришлось отдать правительству Великобритании в виде налогов. В итоге, от безысходности, с 1940 года Бодайн стал режиссировать малобюджетные B-фильмы (его жалованье составляло около 500 долларов в неделю), хотя он и понимал, что это испортит его репутацию высококлассного и высокооплачиваемого специалиста. Действительно, на долгие годы он стал режиссёром таких малобюджетных фильмов, работая в основном на студию Monogram Pictures. Примечательно, что в отдельных случаях на создание полнометражного фильма у Бодайна уходили считанные дни, рекорд — картина за пять дней. Авторы книги «Пятьдесят худших фильмов всех времён и народов» (1978), оценивая деятельность Бодайна того периода, дали режиссёру нелестное прозвище «Один-Дубль», так как он редко, в целях экономии, делал дубли, даже если актёры забывали роль или не срабатывали спецэффекты.
С 1951 года Бодайн стал режиссёром телефильмов и телесериалов, а в середине 1950-х годов был приглашён на работу в студию Уолта Диснея, где снял несколько успешных картин.
17 октября 1914 года женился на девушке по имени Маргерит Флейшер и прожил с ней пятьдесят пять с половиной лет — до самой своей смерти. Сестра его жены была матерью актёра Бобби Андерсона (1933—2008).
В 1960 году был удостоен звезды на Голливудской «Аллея славы» (Вайн-стрит, 1777).
В 1968 году, в связи с проблемами со здоровьем, Уильям Бодайн отошёл от дел, последние два его фильма были выпущены через несколько лет после смерти режиссёра. Скончался Бодайн 18 марта 1970 года в Лос-Анджелесе от острой почечной недостаточности. Похоронен на кладбище «Голливуд навсегда».
Два фильма Бодайна, «Маленькая Анни Руни» (1925) и «Мама и папа» (1945), удостоены места в архиве Академии кинематографических искусств и наук.

## Избранная фильмография

### Режиссёр
372 фильма и сериала с 1915 по 1976 год
166 фильмов — короткометражные; в 6 в титрах не указан; в 6 указан под псевдонимом Уильям Икс. Краули.

#### Широкий экран
- 1923 — Сельский малыш[англ.] / The Country Kid
- 1924 — Дочери удовольствий / Daughters of Pleasure
- 1925 — Маленькая Анни Руни / Little Annie Rooney
- 1926 — Воробушки / Sparrows
- 1926 — Придержи того льва[англ.] / Hold That Lion
- 1930 — Те, кто танцуют[англ.] / Those Who Dance
- 1930 — Дорога в рай[англ.] / Road to Paradise
- 1931 — Леди, которая осмелилась[англ.] / The Lady Who Dared
- 1931 — Мужчины в её жизни[англ.] / Men in Her Life
- 1932 — Три умницы / Three Wise Girls
- 1932 — Сделай меня звездой[англ.] / Make Me a Star
- 1934 — Старомодный путь[англ.] / The Old Fashioned Way
- 1935 — Мальчишки остаются мальчишками[англ.] / Boys Will Be Boys
- 1936 — Куда подевалось завещание[англ.] / Where There's a Will
- 1936 — Образованный Эванс[англ.] / Educated Evans[4]
- 1937 — Выстели перьями своё гнездо[англ.] / Feather Your Nest
- 1938 — Торчи получает своего мужчину[англ.] / Torchy Gets Her Man
- 1939 — Торчи Блейн в Китайском квартале[англ.] / Torchy Blane in Chinatown
- 1940 — Провинившиеся мужья[англ.] / Misbehaving Husbands
- 1941 — Аварийная посадка[англ.] / Emergency Landing
- 1941 — Федеральные беглецы[англ.] / Federal Fugitives
- 1941 — Опасный груз[англ.] / Desperate Cargo
- 1942 — Герцог флота[англ.] / Duke of the Navy
- 1942 — Одна захватывающая ночь[англ.] / One Thrilling Night
- 1942 — Живой призрак[англ.] / The Living Ghost
- 1943 — Человек-обезьяна / The Ape Man
- 1943 — Мальчишки с Клэнси-стрит[англ.] / Clancy Street Boys
- 1943 — Призраки на свободе[англ.] / Ghosts on the Loose
- 1943 — Мистер Маггс выходит[англ.] / Mr. Muggs Steps Out
- 1943 — Тайна тринадцатого гостя[англ.] / Mystery of the 13th Guest
- 1944 — Человек-вуду / Voodoo Man
- 1944 — Следуй за лидером[англ.] / Follow the Leader
- 1945 — Мама и папа[англ.] / Mom and Dad
- 1946 — Тень возвращается[англ.] / The Shadow Returns (в титрах не указан)
- 1946 — Охотники за привидениями[англ.] / Spook Busters
- 1947 — Крутой Мэхони[англ.] / Hard Boiled Mahoney
- 1947 — Китайское кольцо[англ.] / The Chinese Ring
- 1947 — Слишком много победителей / Too Many Winners
- 1948 — Золотой глаз[англ.] / The Golden Eye
- 1948 — Происшествие[англ.] / Incident
- 1949 — История Лотона[англ.] / The Lawton Story
- 1950 — Охотники за блюзом[англ.] / Blues Busters
- 1951—1953 — Отряд[англ.] / Racket Squad (16 эпизодов)
- 1952 — Реактивная работа[англ.] / Jet Job
- 1952 — Бела Лугоши встречает бруклинскую гориллу[англ.] / Bela Lugosi Meets a Brooklyn Gorilla
- 1953 — Драндулет[англ.] / Jalopy
- 1955 — Высшее общество[англ.] / High Society
- 1956 — Фургоны, на запад![англ.] / Westward Ho the Wagons!
- 1957 — Укуренные[англ.] / Up in Smoke
- 1960 — Десять храбрецов[англ.] / Ten Who Dared
- 1966 — Джесси Джеймс встречает дочь Франкенштейна / Jesse James Meets Frankenstein's Daughter
- 1966 — Билли Кид против Дракулы[англ.] / Billy the Kid Versus Dracula

#### Телевидение
- 1953 — Приключения Дикого Билла Хикока[англ.] / The Adventures of Wild Bill Hickok (13 эпизодов)
- 1955 — Клуб Микки Мауса / The Mickey Mouse Club (2 выпуска)
- 1955 — Спин и Марти[англ.] / Spin and Marty (6 эпизодов)
- 1955—1956, 1959—1962, 1968 — Диснейленд[англ.] / Disneyland (13 эпизодов)
- 1957 — Мальчик-циркач[англ.] / Circus Boy (4 эпизода)
- 1957—1958 — Сломанная стрела[англ.] / Broken Arrow (8 эпизодов)
- 1957—1959 — Приключения Рин Тин Тина[англ.] / The Adventures of Rin Tin Tin (21 эпизод)
- 1958 — Обнажённый город[англ.] / Naked City (5 эпизодов)
- 1958—1959 — Спасательный отряд № 8[англ.] / Rescue 8 (11 эпизодов)
- 1960—1968 — Лесси / Lassie (79 эпизодов)
- 1966—1967 — Зелёный шершень[англ.] / The Green Hornet (4 эпизода)

### Ассистент режиссёра
55 фильмов с 1911 по 1914 год
Все фильмы короткометражные.

### Актёр
46 фильмов с 1909 по 1931 год
Все фильмы, кроме одного, короткометражные; в 18 в титрах не указан.

### Сценарист
27 фильмов с 1913 по 1962 год
16 фильмов — короткометражные; в одном в титрах не указан
- 1942 — Герцог флота[англ.] / Duke of the Navy
- 1943 — Мистер Маггс выходит[англ.] / Mr. Muggs Steps Out
- 1944 — Следуй за лидером[англ.] / Follow the Leader
- 1960—1962 — Лесси / Lassie (3 эпизода)